# تپه شهر کهنه ۱
تپه شهر کهنه ۱ مربوط به دوران‌های تاریخی پس از اسلام است و در شهرستان زابل، روستای حاجی غلامحسین واقع شده و این اثر در تاریخ ۱۷ اسفند ۱۳۸۱ با شمارهٔ ثبت ۷۷۱۵ به‌عنوان یکی از آثار ملی ایران به ثبت رسیده‌است.